# Orseolia graminis
Orseolia graminis är en tvåvingeart som först beskrevs av Jean-Jacques Kieffer och Leeuwen-reijnvaan 1910.  Orseolia graminis ingår i släktet Orseolia och familjen gallmyggor. Inga underarter finns listade i Catalogue of Life.